# Francia en los Juegos Olímpicos de Salt Lake City 2002
Francia estuvo representada en los Juegos Olímpicos de Salt Lake City 2002 por un total de 114 deportistas que compitieron en 15 deportes.  
La portadora de la bandera en la ceremonia de apertura fue la esquiadora Carole Montillet.

## Medallistas
El equipo olímpico francés obtuvo las siguientes medallas:
| Nombre                                                       | Deporte            | Competición                |
| ------------------------------------------------------------ | ------------------ | -------------------------- |
| Oro                                                          |                    |                            |
| Carole Montillet                                             | Esquí alpino       | Descenso F                 |
| Jean-Pierre Vidal                                            | Esquí alpino       | Eslalon M                  |
| Marina Anissina Gwendal Peizerat                             | Patinaje artístico | Danza sobre hielo          |
| Isabelle Blanc                                               | Snowboard          | Eslalon gigante paralelo F |
| Plata                                                        |                    |                            |
| Raphaël Poirée                                               | Biatlón            | 12,5 km persecución M      |
| Sébastien Amiez                                              | Esquí alpino       | Eslalon M                  |
| Laure Péquegnot                                              | Esquí alpino       | Eslalon F                  |
| Karine Ruby                                                  | Snowboard          | Eslalon gigante paralelo F |
| Doriane Vidal                                                | Snowboard          | Halfpipe F                 |
| Bronce                                                       |                    |                            |
| Vincent Defrasne Gilles Marguet Raphaël Poirée Julien Robert | Biatlón            | 4 × 7,5 km M               |
| Richard Gay                                                  | Esquí acrobático   | Baches M                   |